# Gusev
För kratern på Mars, se Gusev (krater)
Gusev (äldre namn Gumbinnen) är en stad i Ryssland, och är belägen i östra Kaliningrad oblast, nära gränsen till Litauen, öster om Tjernjachovsk och 120 kilometer öster om Kaliningrad. Staden är belägen vid Pissa, en av Pregoljas källfloder. Folkmängden uppgår till cirka 29 000 invånare.

## Historia
Staden som tidigare tillhörde Ostpreussen hade en staty av Fredrik Vilhelm I, som gav Gumbinnen stadsrättigheter 1724. Det fanns järngjuteri och maskinfabrik samt några andra industriella anläggningar, samt gymnasium med realskola och en lantbruksskola. 1905 hade staden 14 196 invånare. 
Gumbinnen var också huvudort i regeringsområdet Gumbinnen i den preussiska provinsen Ostpreussen, vid polska gränsen. 1905 hade regeringsområdet en yta på 10 951 km² och 603 485 invånare, tyskar, polacker (masurer) och litauer. 
Staden är känd för slaget vid Gumbinnen som stod här 19-20 augusti 1914, ett av första världskrigets första slag.
Efter Tysklands nederlag i andra världskriget tillföll staden Sovjetunionen och 1946 döptes staden om till minnet av Sovjetunionens hjälte Sergej Ivanovitj Gusev.

## Kända personer med anknytning till orten
- Christian Daniel Rauch (1777–1857), tysk skulptör
- Otto von Corvin (1812–1886), tysk författare
- Bruno Bieler (1888–1966), tysk general
- Gotthard Heinrici (1886–1971), tysk general